# Alojzy Bujnicki

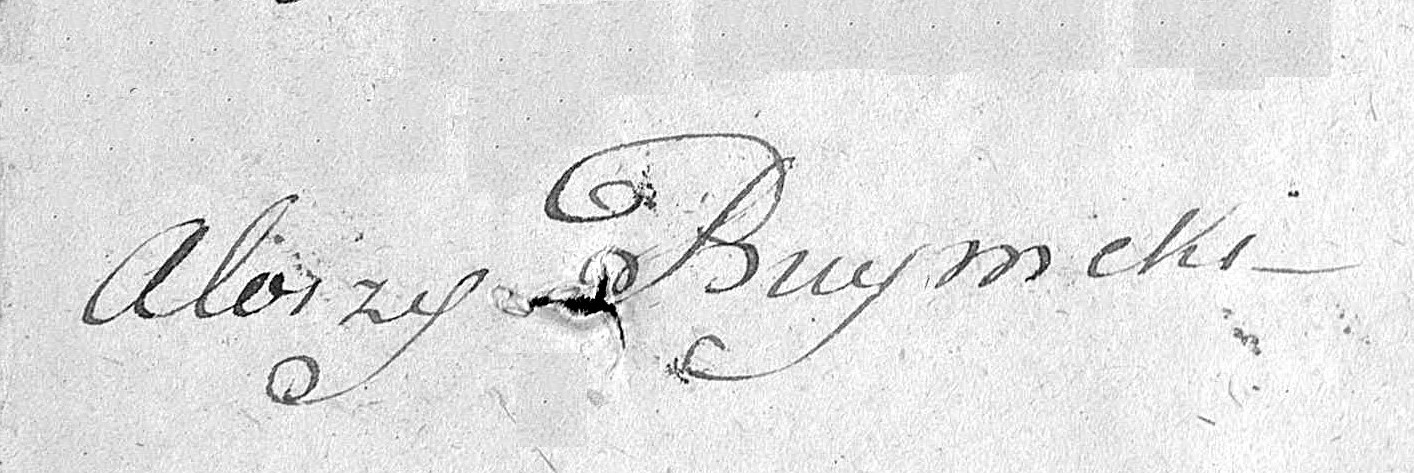
Podpis Alojzego Bujnickiego (1795)

Alojzy Bujnicki herbu Łabędź (ur. 1764, zm. 14 lipca 1831 roku w Twierdzy Dyneburg) - jeden z dowódców powstańczej siły zbrojnej w powiecie dziśnieńskim w czasie powstania listopadowego, zastępca Walentego Brochockiego.
Ojcem Alojzego był Piotr Bujnicki - sędzia ziemski połocki w latach 1771-1789. Natomiast jego stryjecznym bratem był Kazimierz Bujnicki. W latach 1791/92 Alojzy był deputatem witebskim do Trybunału Głównego Wielkiego Księstwa Litewskiego. Wziął udział w wojnie polsko-rosyjskej w obronie Konstytucji 3 maja. W stopniu rotmistrza dowodził ochotniczym oddziałem  szlachty z okolic Połocka, włączonym pod Wilnem do wojska regularnego. W późniejszych latach był marszałkiem szlachty powiatu dziśnieńskiego. W latach 1797–1830 w swojej posiadłości w Zaborzu koło Głębokiego organizował coroczne spotkania towarzyskie, których uwieńczeniem były amatorskie przedstawienia teatralne. Był nie tylko organizatorem teatru i wystawianych w nim spektakli (w których także występował), ale również dyrektorem tamtejszego Towarzystwa Dobroczynności. Luminarzem zaborskiego teatru był jego kuzyn Jan Chodźko. W 1812 roku, w czasie wojny Napoleona z Rosją, marszałek Bujnicki został mianowany podprefektem powiatu dziśnieńskirgo. Urzędował w Głębokiem. Odznaczony orderem świętego Stanisława nadanym 13 kwietnia 1792 roku. 
Był dziedzicem dóbr Bartoszewo, Hołubicze, Aloizberg, Woronowo i in. 
Żoną Alojzego Bujnickiego była Eleonora z Jeleńskich (1771-1837). Ich syn to Nestor Bujnicki  (1801-1858).